# Прісний Олександр Володимирович
Олекса́ндр Володи́мирович Прі́сний (1 березня 1952 - 2 червня 2019) — радянський російський ентомолог, спеціаліст з ряду жуки, зоолог. Доктор біологічних наук, професор. Вихованець Харківської ентомологічної школи професора С. І. Медведєва.

## Біографія[1][2]
Олександр Володимирович Прісний народився 1 березня 1952 року в родині ветеринарних лікарів. Ще школярем він захопився вивченням наземних членистоногих і, одержавши атестат про середню освіту, вступив (1969) на біологічний факультет Харківського університету.
Олександр уже на 1-му курсі брав участь у ентомологічній експедиції до Криму і надалі спеціалізувався по кафедрі ентомології. Закінчивши навчання (1974), він служив у Радянській армії у Вірменії, а потім заочно навчався в аспірантурі Всесоюзного науково-дослідного інституту захисту рослин (1979—1983).
Після захисту кандидатської дисертації (1985) він працював у Бєлгородському опорному пункті цього інституту (1977—1981), завідувачем натуралістичного відділу Палацу піонерів, старшим агрономом Ячнівського опорного пункту бєлгородської Центральної науково-дослідної лабораторії прогнозів появи та поширення шкідників, хвороб і бур'янів (1982—1983). З 1985 року він переходить до Бєлгородського державного педагогічного інституту (нині університет): старшим лаборантом, асистентом, старшим викладачем, доцентом, деканом природничо-географічного факультету 1991—1996), завідувачем кафедри зоології і екології.
О. В. Прісний помер 2 червня 2019 року.

## Наукова діяльність
Перші ентомологічні дослідження Олександра Володимировича починалися в університеті. Об'єктом його дослідження при виконанні дипломної роботи були прямокрилі. Під час навчання в аспірантурі він вивчав комплекс ентомофагів колорадського жука в Центральночорноземному районі Росії.
Основний напрям його досліджень — фауністика, функціональна морфологія і екологія комах та інших наземних безхребетних. Він вивчав видовий склад комах, павуків, багатоніжок-діплопод, молюсків Бєлгородчини. Результатом багаторічних досліджень стала низка публікацій та величезна наукова колекція регіональної ентомофауни (понад 25 тис. екз.).
О. Прісний очолював авторський колектив «Червоної книги Бєлгородської області», для якої написав третину всіх необхідних нарисів. Він також досліджував акліматизацію амброзієвого жука-листоїда на Ставропіллі. Протягом багатьох років він різнобічно й глибоко досліджує адаптацій членистоногих, що мешкають у своєрідних біотопах — крейдяних схилах Бєлгородчини. У 2004 році він захистив докторську дисертацію «Еколого-географічні принципи становлення біорізноманіття півдня Середньоруської височини на прикладі реліктових членистоногих». Для пояснення змін біорізноманіття у просторі і часі він розробив оригінальну концепцію «ландшафтно-кліматичного маятника» (2003). Важливим напрямом його досліджень була розробка теоретичних засад природоохоронних заходів.
У тісному співробітництві з українськими ентомологами проводились міжнародні експедиції з вивчення флори й фауни прикордонних територій.
О. В. Прісний — автор та співавтор понад 250 наукових публікацій. Його дослідження біорізноманіття відзначені премією Фонда Дж. Сороса.

## Науково-методична і організаційна діяльність
О. В. Прісний входив до складу редколегії «Известий Харьковского энтомологического общества» (1993—1996), науково-технічної Ради державного природного заповідника «Білогір'я». Вчений брав участь у 2-му з'їзді Українського ентомологічного товариства (1980).
Він є співавтором програми і автором підручників з «Основ біології» і «Загальної біології» для вишів, автором 18-ти і співавтором 10-ти навчальних посібників для студентів та учнів загальноосвітніх закладів.
За його ініціативи й участі організовано і проведено 7 міжрегіональних и міжнародних науково-практичних екологічних конференцій.

## Основні публікації
- К изучению преимагинальных стадий карапузиков Hister quadrinotatus и Margarinitus bipustulatus (Col., Histeridae) // Вестник зоологии, 1981, № 5. — С. 75-78.
- Asagena meridionalis (Kulcz., 1894) (Aranei, Theridiidae) — новый для фауны СССР вид пауков // Энтомологическое обозрение, 1981, т. 60, вып.1. — С. 201—204.
- Сезонная динамика миграционной активности некоторых хищных жуков // Энтомологическое обозрение, 1987, т. 66, вып. 2. — С. 273—278.
- Структура аранеокомплексов в биоценозах южной лесостепи и ее биоиндикационные свойства // Известия Харьковского энтомологического общества, 1993, т. 1, вып. 2. — С. 114—124.
- Преимагинальные стадии и фенология Bruchela suturalis F. (Col. Bruchelidae) // Энтомологическое обозрение, 1991. Т. 70, вып. 1. — С. 57-60.
- Механизмы изменчивости рисунка переднеспинки у колоградского жука (к вопросу о методике фенетических исследований) // Известия Харьковского энтомологического общества, 1993. Т. 1, вып.1. — С. 87-105.
- Некоторые особенности биоценоза на скальном обнажении писчего мела в окрестностях Белгорода // Известия Харьковского энтомологического общества, 1993. Т. 1, вып. 1. — С. 106—116.
- Окраска и терморегуляция у тетригид // Известия Харьковского энтомологического общества, 1994. Т. 2, вып. 2. — С. 3-15.
- Основы биологии (Дуалистическая концепция жизни на Земле): Учебник для студентов педвузов. — Белгород: Изд-во БГУ, 1995. — 412 с.
- Аномалии скульптуры и жилкование элитр у жужелиц // Экологические и генетические аспекты флоры и фауны Центральной России. Тез. докл. 4-й откр. регион. конф. 9-11 сент. 1996 г. — Белгород, 1996. — С. 36-37.
- Муравьи Белгородской области // Региональные проблемы прикладной экологии: Матер. 5-й междунар. открытой межвуз. конф. г. Белгород, 22-25 сент. — Белгород, 1998. — С. 140-142.
- Эколого-географическое районирование юга Среднерусской возвышенности // Научные ведомости БелГУ, 2000, № 3. — С. 10-20.
- Функциональная дифференциация элементов окраски у саранчовых // Ландшафтная экология насекомых. — Новосибирск: Наука, 1988, с. 34-47.
- A review of the millipede fauna of the south of the Middle-Russian Upland, Russia (Diplopoda) //Arthropoda Selecta, 2002, Vol. 10, № 4. — P. 297—305.
- Консорция караганы кустарниковой — Caragana frutex (L.) C.Koch. в условиях Белгородской области // Экология Центрально-Черноземной области Российской Федерации, 2002, № 1, с. 29-39. [У співавторстві з Л. В. Захаровою].